# David Gold
Pour les articles homonymes, voir Gold.
 (mai 2022).
David Gold, né le 9 septembre 1936 à Stepney dans l'Est de Londres et mort le 4 janvier 2023, est un homme d'affaires britannique.

## Biographie

### Enfance
David Gold a grandi dans une famille pauvre, dans les bidonvilles d'East London. Son père, Godfrey, était un criminel de l'East End, connu localement comme « Goldy », qui a passé plusieurs années en prison. Celui-ci était juif tandis que sa mère était chrétienne.

### Fonctions
David Gold a été président du club de football Birmingham City jusqu'en 2009 et depuis 2010 président adjoint de West Ham United.

### Famille
David Gold est le père de Jacqueline Gold, femme d'affaires britannique.

## Autobiographie
En 2005, David Gold publie son premier livre intitulé Pure Gold.